# Pavlína Pořízková
Pavlína Pořízková (psáno také Paulina Porizkova, * 9. dubna 1965 Prostějov) je americká příležitostná filmová a televizní herečka, bývalá supermodelka a spisovatelka českého původu. Stala se první ženou ze střední Evropy a v osmnácti letech nejmladší modelkou v historii, která se objevila na obálce plavkového vydání Swimsuit Issue časopisu Sports Illustrated.

## Život
Narodila se v Československu a jako dítě se až po dlouhých peripetiích mohla přistěhovat ke svým rodičům do Švédska, kteří tam v roce 1968 emigrovali. V patnácti letech se začala věnovat modelingu v Paříži a nakonec se odstěhovala do USA. Jako herečka debutovala v roce 1987 ve filmu Anna. V osmdesátých a devadesátých letech patřila mezi nejlépe placené modelky, objevovlala se pravidelně v respektovaných módních časopisech a stala se tváří mnoha značek. Časopis Harper's Bazaar ji v roce 1992 zařadil mezi deset nejkrásnějších žen světa.

### Dětství a mládí
Pavlína Pořízková se narodila 9. dubna 1965 v Prostějově v Československu. V roce 1968 po invazi vojsk Varšavské smlouvy emigrovali její rodiče do Švédska. Tříletá Pavlína zůstala v Československu a byla svěřena do péče prarodičů. Přes veškeré úsilí rodičů jí nedovolily československé úřady vycestovat do Švédska. Rodiče dvakrát žádali československé ministerstvo vnitra, oslovili také československého prezidenta, Červený kříž a Výbor pro lidská práva OSN, ale se zamítavým stanoviskem. Jejich úsilí bylo široce medializováno ve švédském tisku.
V roce 1971 se matka Anna Pořízková, která byla v té době těhotná, odhodlala k zoufalému činu, s falešným pasem se do Československa se dvěma švédskými piloty vrátila a pokusili se dceru unést. Byli však odhaleni a zadrženi státní bezpečností. Matka však nebyla za nezákonné opuštění republiky, padělání dokladů ani pokus o únos dítěte a zavlečení do ciziny odsouzena, ale ze zdravotních důvodů byla propuštěna na svobodu a trestní stíhání bylo později zastaveno díky prezidentské milosti. Směla se vrátit ke svým rodičům a dceři, kde žili pod dohledem Stb. Později se matce v Československu narodil syn Jáchym. Oba švédští piloti byli odsouzeni k šesti letům vězení, ale po roce věznění byli vyhoštěni.
Pod mezinárodním politickým tlakem Olofa Palmeho umožnila komunistická vláda teprve v roce 1974 rodině opětovné shledání. Nicméně rodiče se brzy poté rozvedli a po rozvodu rodičů žila matka s dětmi v chudobě, protože otec neplatil alimenty. Ve švédské škole zažívala těžké období, děti ji šikanovaly. V roce 1980 se nechala vyfotit pro portfolio své kamarádky, která se chtěla stát fotografkou. Kamarádka poslala její fotografie do modelingové agentury, kde zaujaly modelingové skauty.

## Profesní život

### Modeling

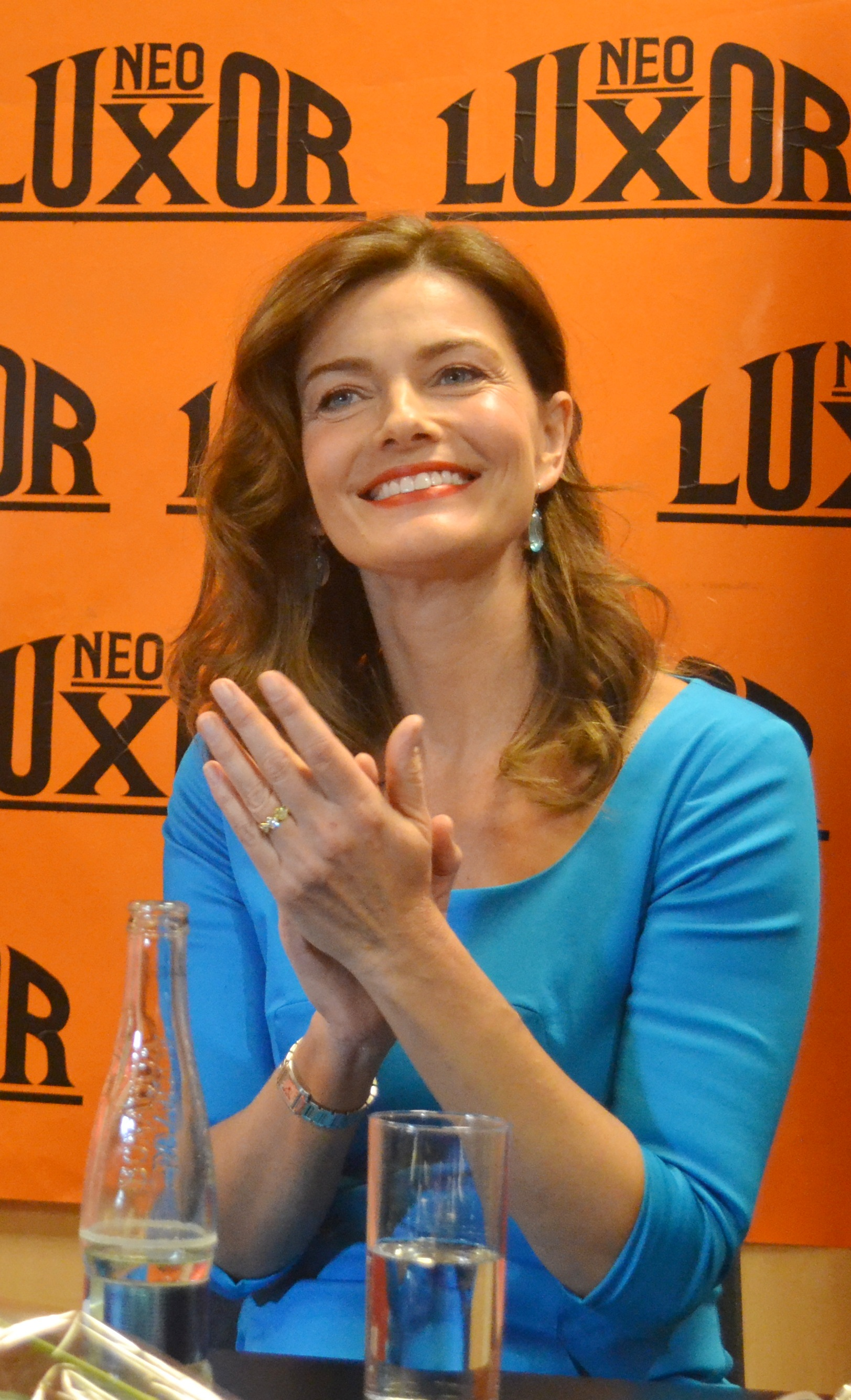
Na křtu knihy Martiny Formanové Případ Pavlína v knihkupectví Luxor, palác Luxor 2014

Výška 181 cm a míry 86–57–89 jí vynesly kontrakt v Paříži. V roce 1983 se Pavlína Pořízková odstěhovala do Spojených států. Úspěch měly její fotografie na titulní straně časopisu Sports Illustrated Swimsuit Issue, kde se v osmnácti letech stala nejmladší modelkou na obálce tohoto titulu. V roce 1989 podepsala smlouvu na propagaci kosmetických produktů Estée Lauder v tehdy rekordní hodnotě 6 milionů dolarů. Černobílá televizní a tisková reklamní kampaň sklidila pochvalu od kritiků. Díky změně image se proměnila z modelky v plavkách na evropskou sofistikovanou modelku a zůstala tváří společnosti až do roku 1995.
Později se objevila na obálce Playboye, časopis Harper's Bazaar ji zařadil v roce 1992 mezi deset nejkrásnějších žen světa a časopis American Photo ji ve svém prvním čísle vyhlásil modelkou osmdesátých let 20. století. Během 80. a 90. let se objevila na obálkách mnoha časopisů po celém světě, včetně Vogue, Elle, Harper's Bazaar, Self, Cosmopolitan a Glamour. Vystupovala v reklamních kampaních pro značky Chanel, Versace, Hermès, Christian Dior, Oscar De La Renta, Mikimoto, Perry Ellis, Laura Biagiotti, Anne Klein, Ellen Tracy, Barneys New York, Ann Taylor, Guerlain a Revlon a předváděla pro Calvina Kleina.

### Film a televize
Pořízková se věnovala také herectví a objevila se po boku herců, jako Johnny Depp, Tom Selleck a John Stamos. Postavu mladé české emigrantky Krystýny si zahrála v dramatu Anna. V kriminální komedii Její alibi (1989) ztvárnila rumunskou studentku Ninu, podezřelou z vraždy, která získá falešné alibi od naivního amerického spisovatele. Za tuto roli byla nominována na filmovou anticenu, Zlatou malinu. Dále hrála Kusturicově filmu Arizona Dream a podle vlastního scénáře natočila komedii z prostředí modelek Spolubydlící.
Byla hostem v řadě televizních talk show, v roce 2007 se zúčastnila americké verze taneční soutěže Když hvězdy tančí a dva roky působila jako porotce v reality show Amerika hledá topmodelku.

### Literární tvorba
První knihu pro děti Dobrodružství plotice Ralphie (Adventures of Ralphie the Roach) napsala v roce 1992 se svou kolegyní ze světa modelingu Joanne Russel. V roce 2008 vydala autobiografický román Léto modelky a v roce 2022 publikovala pod názvem No Filter, To dobré, To špatné a To krásné, sbírku svých intimních esejí o stárnutí, zármutku, kráse, komplikovaných vztazích, ale i sebelásce a hledání smyslu života.

## Osobní život
Pořízková má švédské a americké občanství a hovoří čtyřmi jazyky (francouzsky, švédsky, anglicky a také rodnou češtinou).
Jejím manželem byl od roku 1989 o dvacet let starší Ric Ocasek, zpěvák rockové skupiny The Cars, jehož prarodiče pocházeli také z Československa. Mají spolu dva syny, starší je designer video her a mladší pracuje v oblasti informatiky, se stal odborníkem na statistické a datové analýzy. V roce 2017 se manželství rozpadlo. Za dva roky nato Ocasek zemřel a ukázalo se, že ji vyškrtl ze závěti, protože ho prý opustila.
V roce 2023 se jejím partnerem stal americký scenárista, producent a režisér Jeff Greenstein.